# Open Up and Say … Ahh!
Open Up and Say … Ahh! ist das 1988 erschienene zweite Studioalbum der US-amerikanischen Glam-Metal-Band Poison. Es war das erste auch in Europa erfolgreiche Album der Gruppe und ist in den USA das erfolgreichste Album, das die Band dort je veröffentlichte: Es erreichte Platz zwei der Billboard-Album-Charts. Mit dem Titel Your Mama Don’t Dance enthält es die Coverversion eines Top-Ten-Hits des Singer-Songwriter-Duos Loggins and Messina von 1972. Auch Poison gelang es, diesen Titel in den Top Ten der Billboard Hot 100 zu platzieren.

## Hintergrund
Das Debütalbum der Band, Look What the Cat Dragged In, hatte in den USA nicht nur erste Aufmerksamkeit für Poison erzeugt, sondern die Band geradezu in die Album-Charts katapultiert, wo es am 23. Mai 1987 Platz drei erreichte und sich insgesamt 101 Wochen in der Hitliste hielt. Auch die Singles waren für ein Debüt außerordentlich erfolgreich: Talk Dirty to me erreicht Platz zehn, I Won’t Forget You Platz 13 und I Want Action immerhin noch Platz 50 der Billboard Hot 100.
Das Nachfolgealbum entstand im Winter 1988/1989 in den Conway Recording Studios in Los Angeles. Ursprünglich sollte Paul Stanley (Sänger und Gitarrist von Kiss) die Produktion übernehmen, musste jedoch ablehnen. Statt seiner wurde Tom Werman verpflichtet, der bereits mit Ted Nugent, Cheap Trick, Twisted Sister und Mötley Crüe gearbeitet hatte. Das Album wurde am 3. Mai 1988 veröffentlicht, die erste ausgekoppelte Single war der Titel Nothin’ But a Good Time.
Kontroverse um das Cover
Ursprünglich sollte das Cover des Albums das Gesicht einer als Tiger geschminkten Frau zeigen, die eine überlange spitze Zunge herausstreckt. Nachdem in den USA jedoch vor allem christliche Organisationen dieses Cover kritisierten, wurde das Bild in der Folge so abgedeckt, dass nur noch die Augen der Frau zu sehen waren. Seit der Neuauflage des Albums im Jahr 2006 wird jedoch wieder das ursprüngliche Bild verwendet.

## Rezeption
Holger Stratmann vom deutschen Magazin Rock Hard schrieb, Poison spielten in seinen Augen nur „billigen, lächerlichen 08/15-Rock'n'Roll ohne jegliche Ecken und Kanten, der in Amerika zwar 13-jährige verträumte Teenager in Ekstase“ versetze, aber „ernsthaften HM-Fans in Europa eher zu Aggressionsanfällen“ verhelfen würde. Bis auf die „schnulzige, aber noch akzeptable Ballade“ Every Rose Has It’s Thorn, handele es sich um „schlaffen, nichtssagenden, glattpolierten Rock’n’Roll“.
Steve Huey von Allmusic kommentierte, das Album habe den Status der Gruppe als „Top-Party-Band des Hair Metal stabilisiert“. Die nicht als Single veröffentlichten Titel wie Love on the Rocks, Good Love, and Look But You Can’t Touch würden neben den Hits helfen, Open Up and Say … Ahh! zu „Poison’s bestem Album“ zu machen.

## Titelliste
Mit Ausnahme von Your Mama Don’t Dance wurden alle Titel von Bret Michaels, C. C. DeVille, Bobby Dall und Rikki Rockett geschrieben.
1. Love on the Rocks – 3:33
2. Nothin’, but a Good Time – 3:48
3. Back to the Rocking Horse – 3:35
4. Good Love – 2:52
5. Tearin’ Down the Walls – 3:51
6. Look But You Can’t Touch – 3:26
7. Fallen Angel – 3:57
8. Every Rose Has Its Thorn – 4:20
9. Your Mama Don’t Dance (Kenny Loggins, Jim Messina) – 3:00
10. Bad to Be Good – 4:05

Bonustitel der 20th-Anniversary-Neuauflage (2006):
1. Livin for the Minute – 2:45
2. World Premiere Interview (radio interview)

## Kommerzieller Erfolg

### Chartplatzierungen
| ChartsChartplatzierungen       | Höchstplatzierung | Wochen |
| ------------------------------ | ----------------- | ------ |
| Schweiz (IFPI)                 | 30 (1 Wo.)        | 1      |
| Vereinigte Staaten (Billboard) | 2 (70 Wo.)        | 70     |
| Vereinigtes Königreich (OCC)   | 18 (21 Wo.)       | 21     |

### Auszeichnungen für Musikverkäufe
Open Up and Say … Ahh! wurde mehrfach mit Platin ausgezeichnet, erstmals am 28. Juni 1988. Weitere Auszeichnungen folgten am 20. September und am 10. November 1988 (Doppel- bzw. Dreifachplatin), sowie am 5. Januar 1989 und zuletzt am 21. Oktober 1991, als das Album fünffach mit Platin ausgezeichnet wurde.
| Land/Region                  | Auszeichnungen für Musikverkäufe (Land/Region, Auszeichnung, Verkäufe) | Verkäufe  |
| ---------------------------- | ---------------------------------------------------------------------- | --------- |
| Australien (ARIA)            | 3× Platin                                                              | 210.000   |
| Kanada (MC)                  | 4× Platin                                                              | 400.000   |
| Neuseeland (RMNZ)            | 3× Platin                                                              | 60.000    |
| Vereinigte Staaten (RIAA)    | 5× Platin                                                              | 5.000.000 |
| Vereinigtes Königreich (BPI) | Gold                                                                   | 100.000   |
| Insgesamt                    | 1× Gold · 15× Platin ·                                                 | 5.770.000 |